# Un omicidio alla fine del mondo
Un omicidio alla fine del mondo (The Last Policeman) è un romanzo thriller fantascientifico apocalittico dello scrittore statunitense Ben H. Winters, edito nel 2012, primo di una trilogia di romanzi che hanno per protagonista l'investigatore Hank Palace.

## Trama
Il mondo è sull'orlo del collasso. Un asteroide di nome Maia colpirà la Terra il 3 ottobre e nessuno è in grado di scongiurare l'apocalittico evento. Le Borse sono crollate, i governi non riescono più a gestire il caos prodotto dalla fatale notizia. Il 20 marzo, a meno di sette mesi dal giorno finale, un assicuratore viene trovato impiccato in un fast food del New Hampshire. Si pensa a uno dei tanti casi di suicidio istigati dall'apocalisse, ma il giovane detective Hank Palace intuisce che c'è dell'altro. Palace ha fatto carriera molto rapidamente, anche grazie alle dimissioni in massa di numerosi agenti, ritrovandosi alla soglia dei trent'anni a fare il lavoro che ha sempre sognato.

## Edizioni
- Ben H. Winters, Un omicidio alla fine del mondo, traduzione di Maurizio Bartocci, 1ª ed., Edizioni Piemme, 2016,  pp. 318, cap. 17, ISBN 978-88-566-4206-3.